# 哈莫沙瓦體育場

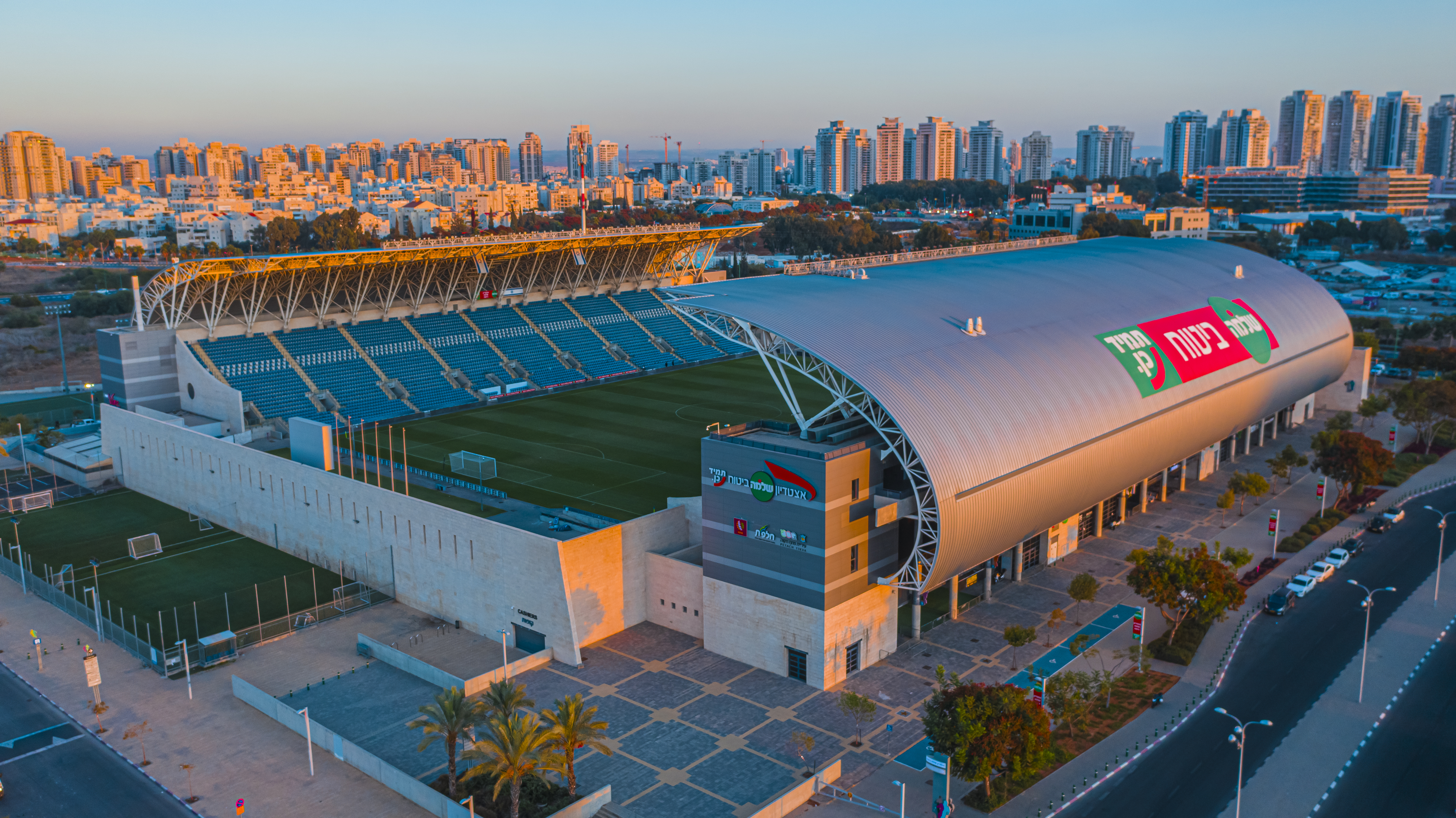
哈莫薩瓦球場

哈莫薩瓦球場（希伯來語：‎）是以色列的一座體育場，位於佩塔提克瓦。這座體育場主要作為足球場使用，是佩塔提克瓦工人足球俱樂部和佩塔提克瓦馬卡比足球俱樂部的主場球場。這座球場是歐足聯的四星級球場。